# Psammotettix erraticus
Psammotettix erraticus är en insektsart som beskrevs av Rauno E. Linnavuori 1965. Psammotettix erraticus ingår i släktet Psammotettix och familjen dvärgstritar. Inga underarter finns listade i Catalogue of Life.